# Рух богині

Одна з версій символу спіральної богині сучасного язичництва

Рух Богинь — відроджувальний неоязичницький релігійний рух, який включає духовні вірування та практики, які виникли переважно в західному світі (Північна Америка, Західна Європа, Австралія та Нова Зеландія) протягом 1970-х років. Рух виріс як реакція як проти авраамічних релігій, які мають лише Бога, який називається чоловічими займенниками, так і проти секуляризму. Рух обертається навколо поклоніння Богині та шанування божественного жіночого начала та може включати акцент на жінках або на одному чи кількох розуміннях статі чи жіночості.
Рух богинь є широко поширеним нецентралізованим напрямом у сучасному язичництві, і тому в ньому немає централізованих принципів віри. Вірування та звичаї адепток та адептів Богині дуже відрізняються, від імені та кількості богинь, яким поклоняються, до конкретних ритуалів і обрядів, які використовуються. Деякі, такі як Діанік Вікка, поклоняються виключно жіночим божествам, а інші ні. Системи вірувань варіюються від монотеїстичних до політеїстичних і пантеїстичних і охоплюють низку богословських різновидів, подібних до тих, що існують у ширшій неоязичницькій спільноті. Загальноприйняте плюралістичне переконання означає, що адептки та адепти Богині, які себе визначили, теоретично можуть поклонятися будь-якій кількості різних жіночих божеств з різних культур і релігій у всьому світі. Виходячи зі своїх характеристик, рух Богині також називають формою культурної релігійності, яка стає все більш різноманітною, географічно поширеною, еклектичною та більш динамічною в процесі.

## Тло
У ХІХ столітті деякі феміністки першої хвилі, такі як Матильда Джослін Ґейдж і Елізабет Кеді Стентон, опублікували свої ідеї, що описують жіноче божество, тоді як антропологи, такі як Йоганн Якоб Бахофен, досліджували ідеї доісторичних матріархальних культур Богинь у Середземноморському регіоні. Є також посттрадиційні феміністки-адептки Богині, які стверджують, що жіночі теології є більш давніми, вони виникли в доісторичній Європі та навколо неї під час періоду верхнього палеоліту або 30 000 років тому: гіпотеза Великої Богині. Кажуть, що ці теології були придушені на заході, коли християнство оголосило поза законом усі дохристиянські релігії серією едиктів Феодосія I. Ці ідеї отримали додаткову силу під час фемінізму другої хвилі. У 1960-х і 1970-х роках феміністки, які зацікавилися історією релігії, також посилалися на роботи Гелен Дінер (1965), чия книга «Матері та амазонки: Нарис жіночих імперій» була вперше опублікована німецькою мовою в 1932 році; Мері Естер Гардінґ (1935), перша значна юнгіанська психоаналітикиня у Сполучених Штатах; Елізабет Ґулд Девіс (1971); і Мерлін Стоун (1976).
 
З 1970-х років Духовність богині став відомим міжнародним культурним рухом. У 1978 році широко передруковується есе Керол П. Кріст «Чому жінкам потрібна богиня», яке наводить аргументи на користь концепції існування давньої релігії верховної богині, було представлене як основна доповідь до аудиторії з понад 500 осіб на конференції «Відродження великої богині» в Каліфорнійському університеті в Санта-Крус; вона була вперше опублікована в The Great Goddess Issue в «Єресі: Феміністичне видання про мистецтво та політику» (1978). Керол П. Кріст також була співредакторкою класичних феміністичних релігійних антологій «Плетиво візій: Нові візерунки феміністичної духовності» (1989) і «Піднесення жіночого духу» (1979/1989); останнє включало її есе «Чому жінкам потрібна богиня».
З 1974 по 1984 рік WomanSpirit, журнал, який редагували в Орегоні Жан і Рут Маунтінґроув, публікував статті, поезію та ритуали жінок, досліджуючи ідеї та почуття щодо жіночого божества. Журнал The Beltane Papers, який почав виходити приблизно в той же час, продовжував виходити до середини 2011 року. У 1983 році Джейд Рівер і Лінні Леві заснували Міжнародне Реформатське згромадження Божої Матері (RCG-I) у Медісоні, штат Вісконсін. RCG-I продовжується сьогодні з групами під назвою «Кола» в багатьох місцевостях США, а також освітньою програмою, підготовкою жриць і висвяченням. Рух Богині знайшов свій голос у різних фільмах і самвидавних медіа, таких як трилогія «Жінки та духовність», знята Донною Рід для Національного кінематографічного управління Канади.

## Термінологія

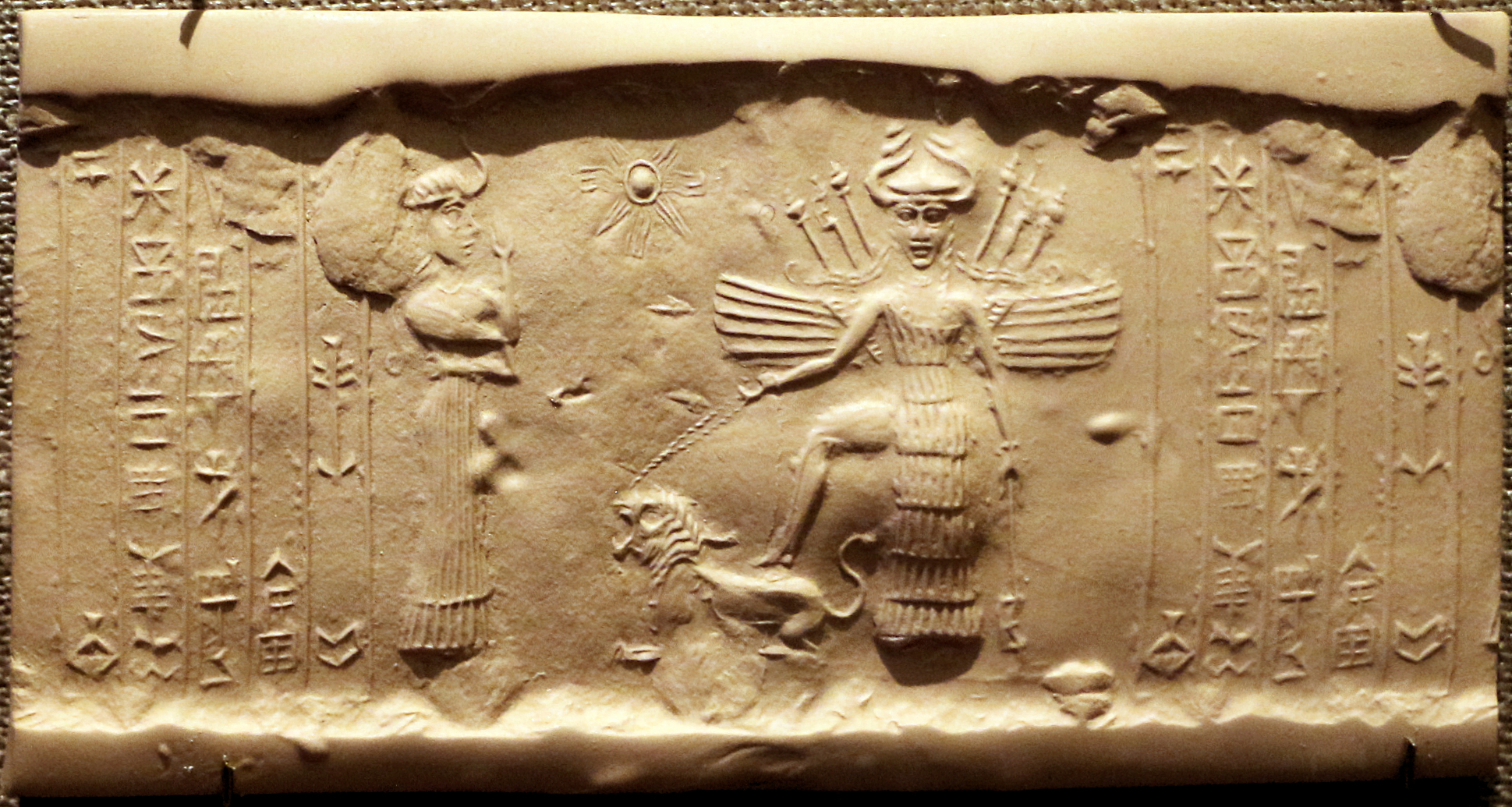
Стародавня аккадська циліндрична печатка із зображенням богині Інанни, яка спирається ногою на спину лева, а Ніншубур стоїть перед нею, вклоняючись їй, бл. 2334—2154 роки до нашої ери

Пов'язані терміни, які іноді використовуються в рамках руху, включають таке:
- Богині стосуються місцевих або конкретних божеств, чітко пов'язаних із певною культурою та часто з певними аспектами, атрибутами та силами (наприклад: месопотамська богиня Інанна / Іштар; Афіна; або індуїстські богині, такі як Сарасваті, богиня навчання, поезії, музики, натхнення та мудрість; і Лакшмі, богиня багатства та суверенітету).
- Богиня або Велика Богиня — жіноче божество, яке вважається основним. Така релігійна система історично існувала в багатьох культурах, хоча й не під тими самими назвами й не обов'язково з тими ж рисами. Якщо є бог чоловічої статі, він часто розглядається як рівний їй, або його сили можуть розглядатися як похідні від неї.[18] Ці терміни зазвичай не розуміють як позначення одного божества, яке є ідентичним у різних культурах, а скоріше це концепція, поширена в багатьох стародавніх культурах, яку учасники руху богинь хочуть відновити.[5] Коли про Богиню говорять як про особистого опікуна, як-от «моя Богиня», це означає «мій світогляд у духовності Богині».
- Духовність богині іноді використовується як синонім руху богині, а іноді як духовна практика, яка є частиною руху богині.[2] Це також може стосуватися етосу руху Богині, особливо коли використовується для побудови християнства як діаметральної протилежності Богині.[19] Тут цей термін стає відмінною концепцією, яка відрізняє рух від християнства з невеликим місцем для збігів.
- Божественність (термін) — нещодавній внесок у словник богинь, який, можливо, походить з однойменного британського журналу Goddess, випливаючи з припущення Мері Дейлі про те, що божество надто динамічне, перебуває в процесі і постійно змінюється, щоб бути іменником, і краще говорити про нього як про дієслово (Daly 1973). Божественність може також означати божественну культуру, божественний спосіб життя, божественну практику або «моє божественне», тобто моє індивідуальне тлумачення та досвід божества.
- Жриця — жінка, яка присвячує себе одній або кільком богиням. Жрецтво може включати або не включати керівництво групою, і може включати або не включати законне висвячення. Аналогічним терміном для чоловіків є «жрець». Однак не всі, хто присвячує себе Богині або богиням, називають себе жрицею (або жерцем).
- Теалогія — це термін, перше використання якого в контексті феміністського аналізу релігії та обговорення богині зазвичай приписують Наомі Ґолденберґ, яка використала цей термін у своїй книзі «Зміна богів».[20] Він замінює грецький префікс жіночого роду «теа-» на нібито загальне використання грецького префікса чоловічого роду «тео-». Це відноситься до діяльності визначення значення Богині на противагу теології, яка розмірковує над значенням Бога.[9] Часто використовується для позначення аналізу думок Богині та містицизму, воно також може використовуватися більш вільно для позначення будь-якого божественного, а не лише божественного, як у медитації, етиці, ритуальній прагматиці.

Використання великих літер у таких термінах, як «Богиня» та «Богині», зазвичай залежить від автора чи інструкцій зі стилю публікацій чи видавців. Члени спільноти Goddess зазвичай вважають правильним писати слово «Goddess» з великої літери, але це не обов'язково, коли вживаються загальні посилання, як у слові «bogdesses».

## Використання міфологічних матеріалів
Учасники руху богинь часто посилаються на стародавню релігію та міфологію. Деякі скептики стверджують, що вони були реконструйовані за стародавніми джерелами, а інші є сучасними винаходами. Справді, ці міфи не тлумачаться буквально, а радше образно чи метафорично, як відображення стародавнього розуміння та світогляду. Наприклад, міфи про створення не розглядаються як суперечливі науковому розумінню, а скоріше як поетичні, метафоричні твердження, які сумісні, наприклад, з теорією еволюції, сучасною космологією та фізикою. Міфологічні джерела руху Богині часто вважаються сучасними реконструкціями стародавніх міфів, які передували «патріархальному періоду», гіпотезі Великої Богині, на яку вплинула курганна гіпотеза, і тому про них було написано дуже мало. Окрім віддзеркалення стародавнього розуміння цього, є прихильники, які також звертаються до сучасної науки та літератури, як-от «Біла богиня» Роберта Грейвза. Деякі тлумачення грецької міфології в цьому творі (базовані головним чином на «Золотій гілці» Джеймса Фрейзера, як-от щорічне жертвоприношення короля, який представляє бога) були прийняті як основа для опису старіння та омолодження богині з порами року. Міф про Деметру та Персефону часто переосмислювався.
Поширеним твердженням у русі богині є те, що міфи з нібито стародавніх матріархальних суспільств стояли за ключовими елементами християнства, зокрема у переконаннях, що «матріархати, які сприяли поклонінню богині, вплинули на ставлення ранніх християн до Марії» і що «католицька церква спочатку була матріархатом з Марією Магдалиною, а не Петром, як головою». Рух Богині розглядає відданість християнським фігурам жіночої статі, таким як святі жінки, як продовження стародавнього поклоніння Богині.

## Теологія
Духовність богині демонструє різноманітність: жоден центральний орган не визначає її догму. Тим не менш, існує консенсус щодо деяких питань, таких як: Богиня щодо політеїзму, монотеїзму та пантеїзму; іманентність проти трансцендентності та інші способи розуміння природи Богині. Існує також згода, що Богиня виконує основні функції розширення прав і можливостей жінок і сприяння етичним і гармонійним стосункам між різними народами, а також між людьми, тваринами та природою.

### Одна чи багато?
Одне питання, яке часто задають, полягає в тому, чи вірять прихильники Богині в одну Богиню чи багато богинь: духовність Богині монотеїстична чи політеїстична? Це не є проблемою для багатьох учасників руху Богинь, чия концепція божественності є більш всеохоплюючою. Терміни «Богиня» або «Велика Богиня» можуть здаватися монотеїстичними, оскільки використовується іменник в однині. Однак ці терміни найчастіше використовуються як код або скорочення для одного або всіх із наведених нижче: для позначення певних типів доісторичних богинь; охоплювати всіх богинь (форма генотеїзму); звернутися до сучасної метафоричної концепції жіночого божества; щоб описати вид енергії або процес.
Концепція єдиної божественної істоти з багатьма проявами не є новим розвитком думки: вона була головною темою в Індії протягом багатьох століть, принаймні, ще в V столітті, хоча гімни в ранніх Ведах також говорять про концепцію єдиного Божества — багатьох богинь.

### Всередині чи без?
Інший предмет дискусії полягає в тому, чи є Богиня іманентною, чи трансцендентною, чи тим та іншим, чи чимось іншим. Стагавк говорить про Богиню як про іманентну (включає всю природу), але іноді також одночасно трансцендентну (існує незалежно від матеріального світу). Багато авторів Богині погоджуються і також описують Богиню як іманентно пантеїстичну та панентеїстичну. Перше означає, що Богиня вливається в і через кожен окремий аспект природи — кожне дерево, травинку, людину, тварину, планету; останнє означає, що все існує всередині Богині.
Стагавк також говорить про Богиню як про психологічний символ і як про «явну реальність. Вона існує, і ми створюємо Її» (курсив її). Керол П. Кріст (2003) описує те, що вона бачить як подібність між теологією Богині та теологією процесу, і пропонує теологам Богині прийняти більшу точку зору процесу.

### Божество проти метафори
Теологічні варіації, які характеризують рух богинь, також можна розділити на дві групи: погляди, які описують богиню як метафору, і ті, які розглядають богиню як божество. Перші виникли серед прихильників іудаїзму та християнства і стверджують, що Богиня слугує засобом говорити про божественне, уявляти його або мати відношення до нього, і це проявляється у прагненні відновити жіноче обличчя Бога, спираючись на біблійні та історичні джерела. З іншого боку, богослов'я про те, що Богиня є божеством, з важливою і незмінною жіночою сутністю, виникло завдяки феміністкам, які походили з політеїстичних релігій, таких як індуїзм, буддизм, індіанські релігії та традиційні африканські релігії. Богині в цьому богослов'ї рідко розуміються як метафори або образи, оскільки вони мають виразні індивідуальні риси, і віруючі можуть взаємодіяти з їхніми надлюдськими особами або символами.

## Етика
Хоча рух Богинь не має конкретного кодексу поведінки, всередині руху існують загальноприйняті принципи та концепції, які формують основу етичної поведінки. Ті учасники духовності Богині, які вважають себе вікканцями та віккіанками, зазвичай дотримуються того, що відомо як вікканське правило: «Якщо це нікому не зашкодить, робіи, що хочеш». Багато хто також вірить у потрійний закон, який стверджує, що «те, що ти надсилаєш (або робиш), повертається втричі». Деякі традиції вважають, що це означає, що вона повернеться до відправника тричі, або порцією втричі більшою за об'ємом, тоді як інші кажуть, що вона повернеться до відправника на трьох рівнях буття — фізичному, ментальному та духовному. Треті постулюють, що число «три» є символічним і означає посилений кармічний результат дій людини.
Деякі люди, які беруть участь у русі богині, шанують Троїсту богиню Діви, Матері і Старої. Дівочий аспект богині — це архетип молодої жінки або дитини, що представляє незалежність і силу; материнський аспект — це архетип турботливої зрілої жінки; а аспект старої Крони — це архетип старої жінки, що уособлює мудрість, зміни і трансформацію.
Оскільки дехто вважає, що аспект Старої Богині часом є руйнівним, деякі вважають, що він містить як позитивні, так і негативні образи та представляє етичну проблему. Індуїстська богиня Калі, або Калі Ма, часто розглядається як приклад аспекту Старої. Концепція полягає в тому, що коригувальною силою в Темну епоху має бути праведно спрямована темна сила. Таким чином, для боротьби з демонами невігластва, его, гніву тощо проявляється темний аспект. Пізніше навіть її лютий образ пом'якшується в любові її відданих. Її подвійність легко узгоджується з монізмом індуїзму, який стверджує, що розуміє фундаментальну єдність істини як безособову та стратифіковану в его-зав'язаному існуванні (такому як людський стан), і, отже, для зла чи неправедності вона є уособленням знищення. і для люблячого і морального відданого вона є не що інше, як любов матері.
Інші етичні переконання Богині полягають у тому, що не слід завдавати шкоди взаємопов'язаній мережі життя, і що цілями мають бути мир і партнерство, а не війна та панування. За словами теолога Богині Керол П. Кріст, наступні етичні критерії:
"Плекай життя; ходи в любові та красі; довіряй знанням, які приходять через тіло; говори правду про конфлікти, біль і страждання; бери тільки те, що тобі потрібно; думай про наслідки своїх дій для семи поколінь; підходь до позбавлення життя з великою стриманістю; практикуй велику щедрість; відремонтуй павутину."

## Доісторичні культури
Рух Богині частково надихається роботами таких археологів, як Марія Ґімбутас, чия інтерпретація артефактів, викопаних у «Старій Європі», вказує на суспільства неолітичної Європи, які були «матріархальними» або «богинецентричними», поклоняючись жіночому божеству з трьома первинними аспектами, що надихнуло деяких неоязичницьких шанувальників Потрійної Богині.
Гайде Ґеттнер-Абендрот, працюючи в 1970-х до середини 1980-х, назвала ці культури «матріархатами», започаткувавши феміністичний напрям «сучасних матріархальних досліджень». Вона представила теорію трансформації доісторичних культур, в яких місцева богиня була первинною, а бог-чоловік, якщо такий був, отримував свою владу від богині. Під час того, що вона називає «падінням», яке відбувалося в різний час у багатьох культурах, боги перемогли і підкорили собі богинь.
Вона представила теорію трансформації доісторичних культур, у якій місцева богиня була головною, а бог чоловічої статі, якщо такий був, отримував свою владу від богині. У тому, що вона називає «падінням», яке відбувалося в різний час у багатьох культурах, боги подолали й підпорядкували богинь.
Термінологія Ґеттнер-Абендрот є ідіосинкратичною. Термін «матріархат» для опису цих культур був відкинутий багатьма вченими руху богинь, особливо тими, хто живе в Північній Америці, оскільки він передбачає домінування жінки як зворотний бік домінування чоловіків у патріархаті. Ці вчені заперечують таку зміну, стверджуючи, що ці доісторичні культури були егалітарними, хоча й матрилінійними — успадковані активи та походження по материнській лінії. За словами Ріан Ейслер, культури, в яких жінки та чоловіки ділили владу та поклонялися жіночим божествам, були більш мирними, ніж патріархальні суспільства, що пішли за ними.
Переосмислення Іен Годдер Ґімбутас і робіт Джеймса Меллаарта заперечує існування «матріархальних» або «матрифокальних» культур, як і деякі інші археологи та історики в цій галузі. Однак міфолог Джозеф Кемпбелл порівняв важливість результатів Ґімбутас з історичною важливістю Розеттського каменю у розшифровці єгипетських ієрогліфів. Марію Ґімбутас, яку в 1990-х роках часто називали «бабусею руху богині», продовжують цитувати багато феміністичних письменниць, включаючи Макс Дашу. Багато інших вчених, включаючи Джоан Марлер та Маргарита Ріґольйозо, підтримують її роботу. Тим не менш, теорії Ґімбутас були широко розкритиковані як помилкові у датуванні, археологічному контексті та типологіях. Деякі археологи вважають її гіпотезу про богиню неправдоподібною, інші відкидають її роботу як псевдонаукову.

## Вікка
Вікка розглядає «Богиню», разом із її чоловіком Рогатим Богом, як божество першорядної важливості. Найдавніші вікканські публікації описували Богиню як племінну богиню спільноти відьом, ані всемогутню, ані універсальну.
Багато форм Вікки почали розглядати Богиню як універсальне божество, що більше відповідає її опису в «Зарядженні Богині», ключовому тексті Вікки. У цьому образі вона є «царицею неба», подібною до єгипетської богині Ісіди; вона також охоплює й осмислює усе життя, подібно до грецької богині Геї. Так само, як Ісіда, вона вважається підсумком усіх інших богинь, які представляють її різні імена та аспекти в різних культурах. Богиня часто зображується з сильним місячним символізмом, спираючись на різні божества, такі як Діана, Геката та Ісіда, і часто зображується як тріада Діви, Матері та Старої, яку популяризував Роберт Ґрейвз. Багато зображень її також сильно спираються на кельтських богинь. Деякі віккани вірять, що існує багато богинь, і в деяких формах Вікки, зокрема Діанік Вікка, поклоняються лише Богині.
Деякі, але не всі, учасниці руху богинь вважають себе вікканками або «відьмами». Інші учасники руху богинь називають себе богинями, тоді як інші ідентифікують себе як більш загальні «язичниці».
Деякі віккіанки, особливо діаніки, намагаються простежити історичне походження своїх вірувань до неолітичних дохристиянських культур, розглядаючи вікканство як дистиляцію релігії, яка лежить на початку більшості, якщо не всіх, культур. Вони вважають мудрих жінок і акушерок першими віккіанськими відьмами. Діанік Вікка вперше стала помітною в 1970-х роках, разом із творами Зузанни Будапешт. Її феміністична інтерпретація чаклунства з'явилася через кілька десятиліть після заснування Вікки Джеральдом Ґарднером у 1940-х роках. Сьогодні в Північній Америці є принаймні 800 000 людей, які вважають себе послідовниками Вікки або відьмами.
Ґарднер і Валіенте відстоювали протофеміністичний ідеал влади жриці в служінні вікканському Богу і Богині. Ковени в «традиційній» Віцці (тобто ті, що працюють за принципами, описаними Гарднером і Валієнте) мали і мають практично однакове керівництво як священика, так і жриці; але часто вважають жрицю «prima inter pares» (першою серед рівних) — за книгою «Біблія відьом» Стюарта та Джанет Фаррар.
Дорін Валіенте стала відомою в Британії як «Мати ремесла» та внесла великий внесок у писемну традицію Вікки. Вона є авторкою «Кредо відьом», в якому викладаються основи релігійних вірувань і філософії віккан; включаючи полярність Бога і Богині як двох великих «сил природи» і двох «містичних стовпів» релігії. Одним із способів охарактеризувати центральну божественну діаду чоловік-жінка у Віцці є те, що це дуотеїстична релігія з теологією, заснованою на божественній гендерній полярності чоловіка та жінки.
Думка про чаклунство як про залишки старої язичницької релігії вперше була запропонована широкому загалу в книгах Маргарет Мюррей «КВідьомські культи в Західній Європі», «Бог відьом» (1933) та «Божественний король» в Англії. З тих пір її роботи були дискредитовані іншими вченими, але вони залишили феміністичну спадщину в вікканській культурі.
Вікка та неоязичництво, а також певною мірою рух богинь, перебували під впливом окультизму 19-го століття, такого як Герметичний Орден Золотої Зорі а також романтичного руху, в якому і чоловік, і жінка цінувалися та шанувалися як священний, на противагу і, можливо, як реакція на основну християнську духовність, особливо якщо не враховувати шанування Марії більшістю християн. Такі погляди описані, наприклад, у роботах Роберта Ґрейвса, особливо «Біла богиня» (походження неоязичницької концепції «потрійної богині») і «Мамона і чорна богиня».
Вікка також зазнала значного впливу ідей алхімічного символізму, який підкреслював суттєву взаємодоповнюваність чоловічого та жіночого начал і характеризував цю базову дуальність або гендерну полярність як партнерство сонячного (чоловічого) та місячного (жіночого) начал. У Віцці Місяць є символом Богині, а Сонце — символом Бога; і центральною літургійною містерією та ритуальним актом є «Великий обряд» або Ієрос Ґамос, який є символічним союзом Бога та Богині, як первинних чоловічої та жіночої сил космосу. В алхімії це було відомо як «хімічне весілля» Сонця і Місяця. Паралельно традиційна Вікка також значною мірою спирається на західну герметичну традицію та її коріння в кабалістичному Дереві Життя; де подвійні стовпи чоловічої та жіночої божественних сил поєднані середнім стовпом, який охоплює та перевершує як чоловіка, так і жінку. Ці «подвійні стовпи», як вони зображені в колодах Таро, аналогічні зображенню Валіенте Бога та Богині як двох «містичних стовпів». У цьому наголосі на жіночому як рівноправній і взаємодоповнювальній полярній протилежності чоловічого начала Вікка перегукується не тільки з кабалістичними джерелами, а й з полярністю інь і ян — жіночого і чоловічого — у даосизмі.
Діані вважає, що сепаратизм у світі, де гендерні ролі колись були суворо визначені, іноді вважається небезпечним, оскільки він кидає виклик тому, що вони вважають патріархальними уявленнями західної культури.
Є, однак, вікканські групи, які не підтримують чоловічий і жіночий дуалізм божественного. Ось, наприклад, справа Будапештських Діаніків. Хоча вони зберегли багато вікканських ритуалів і символів, вони використовували лише жіночі образи та створили міф про створення, який усунув потребу в чоловіках. У той час як віккіани та віккіанки також приймають членів чоловічої статі, діаніки називали себе «релігією віммінок» і, таким чином, відкидали чоловіків зі своїх рядів.

## Джозеф Кемпбелл
Вперше трансльоване на PBS у 1988 році як документальне інтерв'ю з Біллом Моєрсом, «Сила міфу», написана Джозефом Кемпбеллом, також була випущена в тому ж році, що й книга, написана під керівництвом покійної Жаклін Кеннеді Онассіс. «Сила міфу» пов'язує образ Землі чи Богині-Матері з символами родючості та розмноження. Наприклад, Кемпбелл стверджує, що: «Існували релігійні системи, де мати є першоджерелом, джерелом… Ми говоримо про Матір-Землю. А в Єгипті є Мати-Небо, богиня Нут, яка уособлює собою всю небесну сферу». Кемпбелл продовжує, заявляючи, що кореляція між родючістю та Богинею знайшла своє коріння в сільському господарстві:
Білл Мойерс: Але що сталося на шляху до цієї пошани, яка в первісних суспільствах була спрямована на фігуру Богині, Великої Богині, матері-землі - що з нею сталося?
Джозеф Кемпбелл: Ну, це було пов'язано в першу чергу з сільським господарством і сільськогосподарськими товариствами. Це пов'язано з землею. Людська жінка народжує так само, як земля народжує рослини... тож жіноча магія і магія землі - це одне й те саме. Вони пов'язані між собою. І уособленням енергії, яка народжує форми і живить форми, є власне жіноче начало. Саме в землеробському світі стародавньої Месопотамії, єгипетського Нілу та в більш ранніх системах рослинництва Богиня є домінуючою міфічною формою.
Кемпбелл також стверджує, що образ Діви Марії походить від образу Ісіди та її дитини Гора: «Античною моделлю для Мадонни, насправді, є Ісіда з Гором біля її грудей»,.
За словами Джозефа Кемпбелла,
...половина людей у світі вважає, що метафори їхніх релігійних традицій, наприклад, є фактами. А інша половина стверджує, що вони зовсім не є фактами. В результаті ми маємо людей, які вважають себе віруючими, бо приймають метафори як факти, і маємо інших, які відносять себе до атеїстів, бо вважають релігійні метафори брехнею.
Однією з таких метафор є Єва. Кемпбелл стверджує, що християнство, яке спочатку було деномінацією юдаїзму, увібрало в себе частину юдейської язичницької культури, і метафора ребра є прикладом того, наскільки далекою була юдейська релігія від доісторичної релігії — поклоніння Богині-Матері або Богині.

## Земля як богиня
Багато людей, залучених до руху Богині, вважають Землю живою Богинею. Для когось це може бути фігуральним, для когось буквальним. Це буквальне вірування подібне до гіпотези Геї, а ім'я богині Геї іноді використовується як синонім Землі. Для практиків руху Богині Гея уособлює всю земну екосистему і є засобом досягнення гармонійного симбіозу або цілісності та балансу в природних світах і фізичному середовищі. Багато з учасників руху Богині залучаються до екофемінізму та стурбовані проблемами довкілля та екології. Прихильниці руху богинь стверджують, що ієрархічна схема, яка надає людям панування над Землею (і природою), призвела до відсутності поваги та турботи про Землю, а отже, до того, що вчені ідентифікують як екологічні кризи, такі як глобальне потепління. Замість панування над Землею, теоретики та теоретикині руху Богині бачать людей, що живуть як частину земного середовища, і також називають Землю «Матір'ю». Тут люди розглядаються нарівні з нелюдськими мешканцями, оскільки всі повинні мати однакову моральну та релігійну увагу, повагу та благоговіння.
Деякі, як-от Моніка Сьоо, цитують, що така зосередженість на навколишньому середовищі є одним із аспектів, який відрізняє рух богинь від руху Нью-Ейдж. Перше іноді помилково вважають підкатегорією другого через те, як рух богинь черпає з багатьох ресурсів, які мають характер Нью-Ейдж, включаючи езотерику, таємничі традиції, магію, астрологію, ворожбитські техніки та шаманізм. Обидва напрямки також зацікавлені в тому, щоб цінувати своє «я» як священне за своєю суттю. Рух богинь, з іншого боку, так само стурбований цінністю навколишнього середовища, включаючи його людських і нелюдських мешканців. Це ставлення до навколишнього середовища відображається в тому, як рух бачить поняття жіночості, божества та політики. На відміну від традиційного богослов'я, де Бог знаходиться на вершині ієрархічної системи, керуючи людиною і природою, рух стверджує, що людство і божественність не повинні відрізнятися від природи або що земля є тілом богині і всі істоти взаємопов'язані в павутині життя.

## Відновлення
«Відновлення чаклунства» — це організація сучасного феміністичного чаклунства, яка прагне поєднати рух Богині з політичною активністю (у рухах за мир і проти ядерної зброї). «Відновлення» було засноване у 1979 році в контексті Рекультиваційного колективу (1978—1997) двома неоязичницькими жінками єврейського походження, Старговк (Міріам Сімос) і Діаною Бейкер, з метою дослідження та розвитку феміністичних неоязичницьких ритуалів емансипації. Конкретний період його заснування можна простежити до громадянських дій під час протесту АЕС Діабло-Каньйон 1970-х років, які виступали проти будівництва атомної станції.
Сьогодні організація зосереджена на прогресивному соціальному, політичному, екологічному та економічному активізмі. «Відновлення» інтегрує магічні ритуали та інструкції до своєї політичної активності. Наприклад, послідовники виконували спіральні танці під час мітингів протесту проти Світової організації торгівлі та інших органів глобалізації. «Відновлення» також заохочує своїх членів шукати знання та просвітлення за межами руху, оскільки воно не претендує на монополію на так звану вікканську істину.

## Подальше читання
- Bailey, Douglass. (2005). Prehistoric Figurines: Representation and Corporeality in the Neolithic. Routledge Publishers. ISBN 0-415-33152-8
- Bolen, Jean Shinoda, Goddesses in Everywoman: A New Psychology of Women, 1984
- Bolen, Jean Shinoda, Goddesses in Older Women: Archetypes in Women over Fifty, 2001
- Budapest, Zsuzsanna, The Holy Book of Women's Mysteries, Susan B. Anthony Coven No. 1 ISBN 0-914-72867-9
- Christ, Carol P., She Who Changes, Palgrave MacMillan, 2003.
- Christ, Carol P., "Why Women Need The Goddess", in Womanspirit Rising, Harper & Row, 1979, p. 273.
- Cohen, Daniel, "Iphigenia: A Retelling", in Christ, 1997, p. 179.
- Daly, Mary, Beyond God The Father, Beacon Press, 1978.
- Daly, Mary, Gyn/Ecology, Beacon Press, 1978.
- Dexter, Miriam Robbins, Whence the Goddesses, Pergamon Press,1990.
- Dexter, Miriam Robbins, "Earth Goddess" In Mallory, J.P. and Douglas Q. Adams, eds., The Encyclopedia of Indo-European Culture. London and Chicago: Fitzroy Dearborn Publishers, 1997: 174.
- Fisher, Elizabeth, "Rise Up and Call Her Name" curriculum, Rise Up and Call Her Name – An Earth-Based Spirituality Journey
- Goddess Alive UK print publication with online presence.
- Beavis, Mary Ann and Helen Hye-Sook Hwang (eds). Goddesses in Myth, History and Culture, Mago Books, 2018. (ISBN 1976331021)
- Goddess Pages Archived 2023-06-14 at the Wayback Machine UK online publication.
- Henning, Jan and Cohen, Daniel, Hawk and Bard Reborn: Revisions of Old Tales, Wood and Water, 1988.
- Hodder, Ian, "Catalhoyuk", Scientific American, January 2004.
- Hwang, Helen Hye-Sook. The Mago Way: Re-discovering Mago, the Great Goddess from East Asia (Volume 1), Mago Books, 2015. (ISBN 1516907922)
- Long, Asphodel P., In A Chariot Drawn By Lions, Crossing Press, 1993.
- Long, Asphodel P., "The One or the Many--The Great Goddess Revisited," presented at the Feminist Theology Annual Conference, Dublin, Ireland, July 1996.
- MatriFocus A cross-quarterly web magazine for and by Goddess women, 2001-2009 archived at Home.
- Monaghan, Patricia. "Encyclopedia of Goddesses and Heroines" (2010) Santa Barbara, California: Greenwood Press.
- Monaghan, Patricia, The Goddess Path, Llewellyn Worldwide, 1999.
- Sylvia Brinton Perera, Descent to the Goddess (Toronto 1982).
- Ramprasad Sen (1720–1781) Grace and Mercy in Her Wild Hair : Selected Poems to the Mother Goddess. (ISBN 0-934252-94-7)
- Ranck, Shirley Ann, Cakes for the Queen of Heaven, Delphi Press, 1995.
- Ranck, Shirley Ann, Cakes for the Queen of Heaven curriculum, UU Women and Religion, 2007-8, Cakes for the Queen of Heaven.
- SageWoman U.S.print magazine with online presence
- Sjoo, Monica and Mor, Barbara The Great Cosmic Mother : Rediscovering the Religion of the Earth, Harper and Row, 1987.
- The Beltane Papers U.S.print magazine with online presence
- Spencer, Aida Besançon, Donna Hailson, Catheirne Clark Kroeger, "The Goddess Revival: A Biblical Response to God(dess) Spirituality", The House of Prisca and Aquila Series (Eugene, OR: Wipf and Stock, 1995). ISBN 978-1-60899-921-7